# Yao Junior Sènaya
Yao Junior Sènaya (* 19. April 1984 in Lomé) ist ein ehemaliger togoischer Fußballspieler. Er war Mittelfeldspieler beim FC Thun und in der togoischen Fußballnationalmannschaft.
Mehrere Jahre spielte Sènaya bei Vereinen in der Schweiz. Seine Profikarriere begann 2001 beim FC Wangen bei Olten in der Nationalliga B. Von 2002 bis 2004 war er beim FC Basel unter Vertrag, anschließend ein Jahr lang bei Concordia Basel. Zwischen 2005 und 2006 spielte er in Zürich bei YF Juventus in der Challenge League, wohin er im Januar 2007 nach einem halben Jahr beim FC Thun zurückkehrte. Von 2007 bis 2008 spielte er beim FC La Chaux-de-Fonds, danach stand er bis 2011 bei zwei Vereinen in den Vereinigten Arabischen Emiraten unter Vertrag.
Im Juni 2004 spielte Sènaya erstmals für die Nationalmannschaft Togos. Er nahm an der Afrikameisterschaft 2006 teil und spielte bei allen drei Spielen der togoischen Nationalmannschaft während der Fußball-Weltmeisterschaft 2006 in Deutschland mit. Insgesamt war er in 31 Länderspielen im Einsatz und schoss zwei Tore.
Er ist der jüngere Bruder von Yao Mawuko Sènaya (* 1979), der ebenfalls in der Schweiz als Fußballspieler aktiv war.